# Fluvalinate
Le fluvalinate  est un mélange de nombreux stéréoisomères d'un composé organique appartenant à la famille des pyréthrinoïdes. Le Tau-fluvalinate est un nom trivial pour le (2RS-D)-fluvalinate.
Le fluvalinate est un insecticide et acaricide synthétique dont des préparations commerciales sont Apistan, Klartan, Minadox.
| Fluvalinate (4 stéréoisomères) |
| ------------------------------ |
| (R,R)-configuration            |
| (S,S)-configuration            |
| (S,R)-configuration            |
| (R,S)-configuration            |

| τ-Fluvalinate (2 diastéréoisomères) |
| ----------------------------------- |
| (R,R)-configuration                 |
| (R,S)-configuration                 |

## Synthèse
Le fluvalinate peut être obtenu à partir de la  4-trifluorméthylaniline ou bien de la 2-chlor-4-trifluorméthylaniline.

## Mode d'action
Cet insecticide agit sur le système nerveux des insectes, par contact ou ingestion du produit, en perturbant la conduction de l’influx nerveux.

## Utilisation
Le fluvalinate agit sur un grand nombre d'insectes notamment piqueurs-suceurs (pucerons, cicadelles, punaises, thrips) ou les lépidoptères (tordeuses ou noctuelles) présents sur un grand nombre de cultures.
Il est couramment utilisé en apiculture pour contrôler le varroa dans les colonies d'abeilles. Le fluvalinate est stable, non-volatile, lipo-soluble. Son efficacité a été démontré en France et en Israël. Une étude a montré que le miel d'une ruche traitée ne contient pratiquement pas de fluvalinate, compte tenu de son affinité pour la cire d'abeille.
Cependant compte-tenu des phénomènes de résistance observés dès 1995, cet acaricide est considéré comme très peu efficace.